# Kha
Pour la lettre arabe, voir Khā. Pour la lettre de l'alphabet cyrillique, voir Х.
Cet article court présente un sujet plus développé dans : Lao Theung.
Kha est un terme péjoratif parfois utilisé pour désigner l'un des trois groupes principaux formant le peuple Lao (réparti essentiellement au Laos et en Thaïlande), les Lao Theung ou « Lao des versants », population de langue môn-khmer formant environ 24 % de la population du Laos. Ce terme signifie « esclave ».
Ils sont considérés comme l'une des populations indigènes du Laos.